# Jalda Rebling
Jalda Rebling (Amsterdam, 1951) is een Duitse zangeres, gespecialiseerd in Europees-Joodse muziek van de Middeleeuwen tot heden.
Jalda Rebling is de dochter van de musicoloog Eberhard Rebling en de bekende zangeres Lin Jaldati. In 1952 emigreerden haar ouders als overtuigde communisten naar Oost-Berlijn. Hier volgde zij een toneelopleiding. Vanaf 1979 trad zij met haar moeder op.

## Discografie
- 1988: Ir me quiero (lp)
- 1991: Di goldene pawe (cd)
- 1997: An alter nign (cd)
- 1993: Juden in Deutschland 1250 - 1750 (cd)
- 1999: Juden im Mittelalter - aus Sepharad und Ashkenas (cd)